# T Компаса
T Компаса (T Pyxidis, T Pyx) — двойная звезда в созвездии Компаса на расстоянии 3300 световых лет от Земли, являющаяся повторной новой, чьи вспышки зафиксированы в 1890, 1902, 1920, 1944, 1966 и в 2011 годах. Блеск около максимума яркости составлял 6.5 звёздной величины.

## Система
Система состоит из двух звезд: звезды типа Солнца и белого карлика. В нормальном состоянии Т Компаса имеет блеск около 15 зв. вел. Некоторые исследования указывают на близость белого карлика системы к пределу Чандрасекара, после превышения которого может произойти вспышка сверхновой звезды типа Ia. На данный момент это один из самых близких кандидатов к Земле на вспышку сверхновой. Но «близость» момента вспышки относительна — предел Чандрасекара может быть превышен в ближайший миллион лет, а за это время Т Компаса значительно удалится от Земли. В случае, даже если вспышка произойдет в ближайшее время, то её яркость составит −9,3 зв. вел., что сравнимо с самыми яркими вспышками спутников «Иридиум». За последние 100 лет темпы аккреции на белый карлик данной системы значительно сократились, что привело к удлинению периодов между вспышками. Т Компаса также является источником сверхмягкого рентгеновского излучения. Длительность активной фазы вспышки составляет около года. Орбитальный период двойной системы составляет 1 час 50 минут.